# スターヒル
有限会社スターヒル（STAR HILL.inc）は、東京都渋谷区富ヶ谷に本社を置く日本の芸能事務所。

## 概要
幅広いジャンルでプロモーションを行っている。
関西でも関西支社が有り活動中。

## 所属タレント

### 俳優・タレント
- 吉田桃華
- 小田原れみ
- 片瀬まひろ
- 島津恵梨花

## 過去の所属タレント
- 斉藤優香
- 華純
- 木村亜梨沙 - シャンデリアに移籍
- 南まこと - トランジットジェネラルオフィスに移籍
- 中島亜莉沙
- パンチ佐藤
- 高橋としみ
- 桃香
- 永瀬那奈
- 安枝瞳
- SISTER LOOP VII（安枝瞳・永瀬那奈）